# Gregorius VIII (motpåve)
Gregorius VIII, född Mauritius Burdinus i Limousin, död 1137 i La Cava, Salerno, var motpåve från den 8 mars 1118 till den 22 april 1121.
Mauritius hade som ärkebiskop av Braga närmat sig kejsar Henrik V och därför blivit bannlyst av Paschalis II. Efter dennes död uppsattes han av kejsaren den 8 mars 1118 på påvetronen med namnet Gregorius VIII, men kunde inte hävda sin ställning i Rom, utan måste fly till Sutri. Redan följande år övergavs han av kejsaren, tillfångatogs av Calixtus II 1121 och sattes i fängelse, där han avled 1137.
Gregorius VIII utsåg inte några pseudokardinaler, men tre av motpåve Clemens III:s pseudokardinaler anslöt sig till Gregorius: Romanus (pseudokardinalpräst av San Marco), Cinthius (pseudokardinalpräst av San Crisogono) och Teuthus (pseudokardinalpräst; titelkyrka okänd).